# Dioni (cantante)
Dionisio Martín Lobato (Madrid, 31 de octubre de 1970), más conocido como Dioni, es un cantante y compositor español, integrante del grupo Camela.

## Biografía
Nació el 31 de octubre de 1970 en el barrio madrileño de San Cristóbal de los Ángeles, donde vivió su infancia y conoció a Ángeles y Miguel Ángel quienes compartían su afición por la música, por lo que en su tiempo libre solían reunirse para tocar y cantar canciones. En 1990 se animaron a realizar una maqueta de producción casera titulada Tinieblas, que nunca llegó a comercializarse. 

### Comienzos
En 1992 decidieron componer una maqueta que titularon Junto a mí, que les costó 200.000 pesetas. Con la ayuda de sus familias y amigos publicaron una segunda maqueta Me gustan tus ojos, la cual obtuvo tanto o más éxito que la anterior a pesar de no salir del circuito de gasolineras, mercadillos y bares. Ante el éxito  una pequeña discográfica independiente les ofreció un contrato para el que sería su primer álbum oficial: Lágrimas de amor, su primer CD aunque también fue editado en formato casete. Ante la espectación que tuvo el álbum, la discográfica reeditó los casetes Junto a mí y Me gustan tus ojos que se vendieron en mercados, gasolineras y puntos de venta de carretera.

### Discografía AR (1994-1999)
Con Lágrimas de amor, el grupo se consolidó dentro del panorama musical español.
Sorprendidos por el éxito alcanzado, en 1995 lanzaron Sueños inalcanzables manteniéndose durante más de 50 semanas entre los más vendidos. La música de Camela era cada vez más popular gracias al boca a boca de la gente. En 1996, tras una gira, volvieron a grabar los temas de sus maquetas.
Al año siguiente lanzan Corazón indomable, que por primera vez en la historia del grupo se planta en el número uno de la lista AFYVE durante un mes.
El 1998 deparaba dos nuevos discos, Camela Dance, de versiones de sus temas más populares, y otro inédito Solo por ti. Antes de aparecer físicamente en las tiendas, se distribuyeron unas 160.000 copias, cifra que se fue incrementando desde su lanzamiento.
El trío había fichado por la multinacional EMI Hispavox, pero su contrato con AR no finalizaba. En 1999 lanzaban No puedo estar sin él, que mezcla temas nuevos con otros desechados de los anteriores proyectos, con el fin de acelerar el cumplimiento de dicho contrato. En él, Dioni debuta como autor de un tema y otros dos compuestos por El Arrebato.

### Discográfica EMI (2000-presente)
En primavera del año 2000 aparece en el mercado Simplemente amor.
En otoño lanzan Amor.com, y vuelven a batir récords en ventas con 400.000 ejemplares sumados a los más de 4 millones de discos que ya habían vendido, motivo por el cual se les había otorgado el disco de diamantes.
En el siguiente álbum Por siempre tú y yo, los temas son compuestos por la vocalista Ángeles y Rubén, hijo adolescente de Dioni.
En 2004, al cumplirse 10 años como grupo, deciden celebrarlo con otro álbum inédito, 10 de corazón, y al año siguiente publican un doble recopilatorio Camela Oro, de temas editados con EMI.
En 2006 publican Se Ciega X Amor, con la participación de El Fary en el tema «Mi viaje», y en 2007 con Te Prometo El Universo.
En 2008 publican Laberinto De Amor.
En 2009 el grupo cumple 15 años de carrera y publican un grandes éxitos titulado Dioni, Ángeles y Miguel, el CD contiene tres temas inéditos, uno de los cuales es compuesto por Dioni.
En 2011 publican La Magia del Amor.

### Discografía
- 1994: Lágrimas de Amor
- 1995: Sueños inalcanzables
- 1996: Sus 12 primeras canciones
- 1997: Camela
- 1997: Corazón Indomable
- 1998: Sólo por ti
- 1998: Camela Dance
- 1999: No puedo estar sin él
- 2000: Simplemente amor
- 2001: Amor.com
- 2003: Por siempre tú y yo
- 2004: 10 de corazón
- 2005: Zona para bailar
- 2005: Camela Oro
- 2005: Camela Plata
- 2006: Se ciega x amor
- 2007: Te prometo el universo
- 2008: Laberinto de amor
- 2011: La magia del amor
- 2014: Más de lo que piensas
- 2017: Me metí en tu corazón
- 2022: Que La Música Te Acompañe

### Colaboraciones
- 2000: La gallina co co ua con Enrique del Pozo (con Camela)
- 2001: Háblame del Sur con El Arrebato (con Dioni).
- 2004: Mi gente con El Arrebato (con Camela)
- 2005: Entre mil dudas con Fangoria (con Camela)
- 2003: Del Sur a Cataluña con Pepe de Lucía (con Camela)
- 2008: La distancia se ha hecho olvido con La Húngara (con Camela)
- 2008: Sea como sea con Los Chichos (con Camela)

### Televisión
- 2007: Aparición en Ekipo ja.
- 2008: Aparición en Los Serrano.
- 2016: Concursante en Levántate All Stars
- 2017: Aparición en Fantastic Dúo. * 2020 ,, Señoras de hampa como el mismo  1 episodio
- 2021: Aparición en El concurso del año como concursantes,  en el especial 500 programas
- 2023: Aparición como padrino en el Grand Prix del verano.